# Виктор Равник
Виктор Равник (словен. Viktor Ravnik; Јесенице, 19. октобар 1941) некадашњи је југословенски и словеначки хокејаш на леду који је током каријере играо на позицијама одбрамбеног играча.
Највећи део играчке каријере провео је у редовима екипе Акрони Јесенице са којом је играјући у Југословенском првенству освојио 14 титула националног првака.
Био је стандардни члан сениорске репрезентације Југославије за коју је играо на три олимпијска турнира — ЗОИ 1964. у Инзбруку, ЗОИ 1968. у Греноблу и на ЗОИ 1972. у Сапороу. У Сапору је носио заставу Југославије на церемонији свечаног отварања.